# Elkalyce decolor
Elkalyce decolor är en fjärilsart som beskrevs av Otto Staudinger 1886. Elkalyce decolor ingår i släktet Elkalyce och familjen juvelvingar. Inga underarter finns listade i Catalogue of Life.